# Иванов, Николай Васильевич (Герой Социалистического Труда)
Николай Васильевич Иванов (6 декабря 1921, Черновка, Кинель-Черкасский район — 12 февраля 1974, Черновка, Куйбышевская область) — бригадир тракторной бригады Кротовской МТС Куйбышевского района Куйбышевской области. Герой Социалистического Труда (26 февраля 1948).

## Биография
Родился 6 декабря 1921 года в селе Черновка Кинель-Черкасского района Самарской губернии в семье русского крестьянина. Окончил 7 классов школы и курсы механизаторов. В 1939 году трудоустроился в местный колхоз «Красная Заря».
С началом войны Иванов возглавил тракторную бригаду в Кротовской МТС Куйбышевского района. Его бригада всегда находилась в передовых и перевыполняла план. В 1947 году получили урожай ржи 22,3 центнера с гектара на площади 151 гектар.
Указом от 26 февраля 1948 года за получение высоких показателей по сбору урожая пшеницы и ржи был удостоен звания Герой Социалистического Труда с вручением ордена Ленина и золотой медали «Серп и Молот».
В 1957 году произошло укрупнение хозяйств. Николай Иванов начал трудиться вплоть до выхода на пенсию в колхозе «Россия» Кинель-Черкасского района.
Последние годы проживал в родном селе Черновка.
Умер 12 февраля 1974 года.

## Награды
Имеет следующие награды за трудовые успехи:
- Герой Социалистического Труда (26.02.1948);
- Орден Ленина (26.02.1948);
- Медаль «Серп и Молот» (26.02.1948).